# Битва при Мортемере
Би́тва при Мортеме́ре (фр. Bataille de Mortemer) — состоявшееся в 1054 году сражение между армиями нормандского герцога Вильгельма II и французского короля Генриха I. В конце февраля 1054 года король Франции совместно со своим союзником, графом Анжу Жоффруа II Мартелом, предпринял вторжение в Нормандию с двух сторон. Одной из вторгнувшихся армий командовал сам король (совместно с графом Жоффруа), другой — брат французского короля Эд, которого Генрих I планировал сделать герцогом Нормандии. В итоге герцогу Нормандии пришлось также разделять свои силы на две части, возглавив армию, которая двинулась наперерез Генриху I.
Вторая французская армия, которой командовал Эд, двигалась к Руану, не встречая сопротивления. Однажды она остановилась переночевать в деревне Мортемер-сюр-Ольн. Узнав о том, что французы не выставили достаточно дозорных, напились и заснули, находившаяся неподалёку нормандская армия, которой командовали Готье I Жиффар и Роберт д’Э, пользуясь темнотой, перекрыла выходы из деревни и подожгла её. Хотя французская армия обладала большей численностью, она оказалась в ловушке. В результате битвы французы понесли огромные потери, часть попала в плен, хотя некоторым, включая двух военачальников, удалось бежать. Узнав о разгроме, Генрих I Французский был вынужден отказаться от дальнейшего вторжения и вернулся домой, а в конце 1054 или начале 1055 года заключил мир с герцогом Вильгельмом.
Победа при Мортемере имела огромное значение для герцога Вильгельма, став поворотным моментом в его биографии, поскольку внутриполитическая ситуация в Нормандии значительно улучшилась, а антинормандская коалиция начала распадаться.

## Предыстория

Герцогство Нормандия

В 1050-х годах произошло несколько конфликтов нормандского герцога Вильгельма II (будущего короля Англии Вильгельма I Завоевателя) с королём Франции Генрихом I, а также с Жоффруа II Мартелом, графом Анжу. Ещё около 1049 года Вильгельм в союзе с королём Генрихом, недовольным непокорством графа Жоффруа, участвовал в походе на анжуйские земли. Вскоре же между нормандским герцогом и графом Анжу начался серьёзный военный конфликт, в котором французский король выступил уже на стороне Жоффруа.
В 1051 году умер граф Мэна Гуго IV. Воспользовавшись этим, Жоффруа Анжуйский вторгся в его владения, став фактическим хозяином Мэна и получил возможность напрямую угрожать Нормандии. Семья покойного герцога была вынуждена бежать, укрывшись при нормандском дворе. Поскольку при завоевании Мэна также были захвачены замки Донфрон и Алансон, принадлежавшие сеньорам из дома Беллемов, вассалам Вильгельма, нормандский герцог счёл возможным вмешаться и в результате военной кампании 1051—1052 годов отвоевал замки.
15 октября 1052 года Жоффруа договорился о мире с королём Генрихом, который, опасаясь возросшей мощи Вильгельма, превратился из его союзника в противника. С этого момента Генрих начал подстрекать внутренних и внешних врагов нормандского герцога, в числе которых были граф Блуа Тибо III, герцог Аквитании Гильом VII, а также правители Бретани — регент Бретани Эд I де Пентьевр, а позже его племянник, герцог Бретани Конан II. Однако, несмотря на то, что его главные союзники, графы Фландрии, Понтье и Булони, не оказывали ему никакого содействия, Вильгельм смог противостоять своим врагам. При этом ему пришлось ещё заниматься подавлением восстания Гильома д’Арка, графа Талу.
Какое-то время враждебность французского короля проявлялась только в скрытом вмешательстве в нормандские дела. Нормандские бароны, враждебные герцогу, находили радушный приём при французском дворе. Впервые Генрих I открыто выступил против Вильгельма осенью 1053 года, когда отправил отряд на помощь осаждённому войсками герцога в замке Аркез Гильому д’Арку, но 25 октября атака французов была отбита, после чего в конце 1053 года Гильом д’Арк капитулировал. Кроме того, французскому королю удалось временно завладеть пограничным замком Мулен, склонив на свою сторону барона Гвимона, которому Вильгельм поручил защиту замка. Генрих I разместил там сильный гарнизон, но, получив известие о капитуляции Арка, гарнизон замок оставил, после чего Мулен вернулся к Вильгельму.
Часть нормандских мятежников покорились герцогу, получив прощение и отделавшись лёгким наказанием. Часть же баронов бежало к Генриху I, который начал подготовку вторжения в Нормандию, планируя, в случае победы, посадить на герцогский трон своего брата Эда.

## Битва
Враждебная герцогу Нормандии коалиция была сформирована в начале 1054 года. Вторжение французов началось 24 февраля; в состав армии Генриха I входили отряды из Аквитании, Бургундии и анжуйцы под командованием графа Жоффруа, а также воины из северофранцузских графств.
Генрих I разделил своё многочисленное и хорошо вооружённое войско на две части. Первую армию возглавляли сам король Франции и граф Анжу; она вторглась в Нормандию из Мэна, захватила графство Эврё, которое было отдано на разграбление. Далее она двигалась по направлению ко второй армии; ей командовал королевский брат Эд, которому помогали Ги I, граф де Понтье, Рауль IV де Крепи, граф Валуа, и Рено, граф Клермона. Она переправилась через реку Брель и двинулась в сторону Руана. Однако у герцога Вильгельма оказалось достаточно сил, чтобы тоже разделить войско на две части, причём каждая армия была набрана в том регионе, в котором ей предполагалось действовать. Сам он возглавил ту армию, которая двинулась навстречу Генриху I. Вторую армию, в составе которой были отряды, приведённые северонормандскими баронами, возглавили Готье I Жиффар, Роберт д’Э, Гуго де Гурнэ, Роджер де Мортемер и Гильом де Варенн.
Армия Эда Французского, не встречая сопротивления, двигалась через область Пеи-де-Брэ, разоряя всё по пути. Нормандские хронисты пишут, что врагов было так много, что одолеть их не было никакой возможности. И её военачальники, как выяснилось, совершенно не ожидали атаки северонормандских баронов. Однажды армия остановилась на ночлег в деревне Мортемер-сюр-Ольн, в которой, вероятно, уже тогда было укрепление, но оно было покинуто. Нормандская армия находилась неподалёку и, вероятно, получила известие о том, что французы напились и заснули, не выставив достаточно дозорных. Командиры нормандской армии решили нанести удар всеми имеющимися у них силами. Ночью они подошли к стоянке врага, перекрыли выходы из деревни, после чего подожгли её. Хотя французов, судя по всему, было больше, они оказались в ловушке. Сражение продолжалось с переменным успехом почти целый день. Недисциплинированность французов привела к тому, что битва была ими проиграна. Французская армия понесла огромные потери, часть воинов попала в плен, кому-то удалось сбежать.
Разгром французской армии был полный. Среди тех, кому удалось спастись, был и Эд Французский, бежавший одним из первых, и Рено Клермонский. Третий, Ги I де Понтье, попал в плен. Захватили большую добычу и нормандские воины, и даже, судя по всему, местные жители. Хронист Вас писал, что «не было человека столь скромного положения, чтобы он не захватил бы в плен француза и двух или трёх прекрасных боевых коней».
Точная дата, когда произошла битва, неизвестна. «Анналы аббатства Святого Эвруля» сообщают только то, что она случилась в 1054 году. Хронист Ордерик Виталий сообщает, что она произошла «зимой перед Великим постом».

## Последствия
Герцог Вильгельм, находившийся со своей армией на левом берегу Сены, быстро узнал о победе при Мортемере. Он сразу же послал к Генриху I герольда Рауля де Тосни. Добравшись до лагеря французов, тот залез или на дерево, или на вершину большого холма, прокричав оттуда о поражении французской армии: «Французы, французы, вставайте; отправляйтесь хоронить своих друзей, убитых при Мортемере». Вскоре люди Генриха I подтвердили известия о поражении армии Эда, после чего король отказался от намерения сражаться с Вильгельмом и отступил. Нормандский герцог не стал преследовать противника, но начал укреплять южные границы герцогства.
Победа при Мортемере имела огромное значение для герцога Вильгельма, став поворотным моментом в его биографии, поскольку внутриполитическая ситуация в Нормандии значительно улучшилась, а антинормандская коалиция начала распадаться. К 1055 году герцог полностью восстановил контроль над Северной Нормандией. Владения попавшего в плен Ги I де Понтье в Нормандии были конфискованы, а сам он провёл в плену два года, после чего присягнул на верность Вильгельму II. Благодаря этому герцог вновь распространил своё влияние на области, граничащие с Фландрией.
В конце 1054 или начале 1055 года был заключён мир между Генрихом I и герцогом Вильгельмом; по его условиям были освобождены попавшие в битве при Мортемере французы. Взамен Генрих I признал законность владения Вильгельмом завоёванными землями в ущерб своему союзнику, Жоффруа II Мартелу. Хотя в 1057 году французский король совместно с графом Анжу предприняли новое вторжение в Нормандию, но после поражения в битве при Варавиле были вынуждены отступить, после чего Нормандия при жизни Вильгельма больше никогда не подвергалась вторжениям. Смерть же в 1060 году Генриха I и Жоффруа II Мартела создала условия, позволившие нормандскому герцогу добиться новых территориальных приобретений в Северной Франции, установив там нормандское господство.
Имела битва последствия и для одного из нормандских военачальников — Роджера де Мортемера, которому принадлежала деревня, в которой произошла битва. Он приютил в своём замке Рауля де Крепи, который, возможно, приходился ему тестем. Роджер развлекал его три дня, после чего проводил до безопасного места и отпустил. Взбешённый Вильгельм II конфисковал у Роджера его владения, включая замок Мортемер, передав их его родственнику Гильому де Варенну. Хотя позже герцог примирился с Мортемером и вернул ему бо́льшую часть владений, но два замка остались в руках Варенна.

## В культуре
Битве при Мортемере посвящена глава романа Режин Дефорж «Под небом Новгорода».